# Tettigometra impressifrons
Espèce
Tettigometra impressifrons est une espèce d'Insectes hémiptères de la famille des Tettigometridae. Aucune sous-espèce n'est répertoriée.

## Description
Tettigometra impressifrons présente une taille d'environ 1,5 à 2 mm, sa coloration est assez variable mais généralement noire. ses hémélytres sont de taille réduite mais certains individus sont macroptères, ce qui est le cas de peu d'espèces du genre ; ce caractère est partagé avec Tettigometra contracta, cependant cette dernière a le sommet du vertex plat tandis que T. impressifrons a une dépression caractéristique au sommet du vertex.

## Répartition
L'espèce est connue de la péninsule Ibérique et de la France (où elle est signalée en Corse, dans l'Hérault et les Bouches-du-Rhône).

## Écologie
Cette espèce grégaire a déjà été recensée sur de la molène, et une femelle a été observée en comportement de ponte sous une pierre en compagnie de fourmis. Le caractère brachyptère pourrait suggérer une relation myrmécophile, en effet une autre espèce brachyptère a déjà été étudiée et a montré l'évidence d'un développement larvaire dans des fourmilières.

## Systématique
Le nom valide complet (avec auteur) de ce taxon est Tettigometra impressifrons Mulsant & Rey, 1855.